# سیات بولرو
سیات بولرو (SEAT Bolero) خودرویی است. طراحی آن موتور جلو و خودرو محور جلو بوده سیستم جعبه‌دندهٔ آن ۶ دنده به صورت خودکار است.